# 宝山遗址 (苏州)
宝山遗址，位于江苏省苏州市虎丘区东渚镇，年代为周朝。为苏州市文物保护单位。
宝山遗址1983年发现，面积2000平方米。出土有石器、纹饰陶器、原始瓷等。为西周至春秋时代特色。